# الحقير (مسلسل تلفزيوني)
الحقير أو الخسيس (بالإسبانية: Villanos) (بالإنجليزية: Villainous) هو رسوم متحركة تلفزوني مكسيكي أمريكي، يبث تلفزيونيًا وبمسلسلات الويب من إنتاج A.I. ستوديو الرسوم المتحركة لشبكة كرتون نتورك وماكس. تم إنشاؤه بواسطة آلان إيتوريل، المتمرس في صناعة الرسوم المتحركة في المكسيك.
وهو يستند إلى سلسلة الويب لعام 2012 التي تحمل الاسم نفسه والتي أنشأها إيتوريل سابقًا وتم التقاطها في البداية بواسطة كرتون نتورك أمريكا اللاتينية كمسلسل قصير من عشر حلقات مدتها دقيقة واحدة لتطبيق Cartoon Network Anything (حلقات أخرى، جنبًا إلى جنب مع السلسلة) من العروض الخاصة، التي تم إصدارها لاحقًا. المسلسل من إنتاج كرتون نتورك (من خلال وحدة الإنتاج الأصلية في أمريكا اللاتينية) و AI Animation Studios.
في 11 أكتوبر 2021، كشفت استوديوهات الرسوم المتحركة بالذكاء الاصطناعي من إيتوريل أن المسلسل سيصدر على اتش بي أو ماكس وكرتون نتورك المكسيك وسيُعرض لأول مرة على كلا النظامين في 29 أكتوبر 2021. عُرض المسلسل لأول مرة على ماكس في الولايات المتحدة في 23 مايو 2023.